# Santa Rosa de Tabali Airport
Santa Rosa de Tabali Airport är en flygplats i Chile.   Den ligger i provinsen Provincia de Limarí och regionen Región de Coquimbo, i den centrala delen av landet, 300 km norr om huvudstaden Santiago de Chile. Santa Rosa de Tabali Airport ligger 245 meter över havet.
Terrängen runt Santa Rosa de Tabali Airport är kuperad åt nordväst, men åt sydost är den platt. Runt Santa Rosa de Tabali Airport är det glesbefolkat, med 20 invånare per kvadratkilometer..
Omgivningarna runt Santa Rosa de Tabali Airport är i huvudsak ett öppet busklandskap.